# Liste der Städte in North Carolina
| - Aberdeen - Advance - Alamance - Albemarle - Altamahaw - Angier - Apex - Archdale - Archdale - Arden - Asheboro - Asheville - Aulander - Aurora - Badin - Balfour - Battleboro - Beaufort - Belmont - Benson - Bessemer City - Black Mountain - Bladenboro - Blowing Rock - Bonlee - Boone - Boonville - Browns Summit - Bryson City - Bunn - Burlington - Camp Lejeune - Candor - Canton - Cape Hatteras - Carolina Beach - Cary - Cashiers - Castle Hayne - Catawba - Cedar Falls - Chadbourn - Chapel Hill - Charlotte - Cherry Point - Cherryville - Chocowinity - Claremont - Clarkton - Clayton - Clemmons - Cleveland - Cleveland - Cliffside - Clinton - Concord - Conover - Currie - Dallas - Danville - Davidson - Davie - Denver - Drexel - Duck | - Dunn - Durham - East Flat Rock - Eden - Edenton - Elizabeth City - Elizabethtown - Elkin - Enka - Erwin - Fairmont - Faison - Fargo - Farmville - Fayetteville - Fletcher - Forest City - Fort Bragg - Franklin - Franklinton - Franklinville - Friendship - Gaston - Gastonia - Godwin - Goldsboro - Goldston - Graham - Granite Falls - Greensboro - Greenville - Hamlet - Harrisburg - Hatteras - Haw River - Henderson - Hendersonville - Hickory - Hiddenite - High Point - Hildebran - Hoffman - Hope Mills - Hudson - Huntersville - Indian Trail - Jacksonville - Kannapolis - Kenansville - Kernersville - Kill Devil Hills - King - Kings Mountain - Kingsmountain - Kingston - Kinston - Landis - Lansing - Laurinburg - Lenoir - Lewisberg - Lewisville - Lexington - Liberty - Lillington | - Lincolnton - Linwood - Louisburg - Lumber Bridge - Lumberton - Madison - Maiden - Manteo - Marion - Marshville - Matthews - Maxton - Mayodan - McAdenville - Mebane - Mocksville - Moncure - Monroe - Monroe Park - Mooresville - Morehead City - Morganton - Mountain Home - Mount Airy - Mount Gilead - Mount Holly - Mount Olive, Stokes County - Mount Olive, Wayne County - Murfreesboro - New Bern - Newton - Norlina - Norristown - North Charlotte - North Cove - North Wilkesboro - Norwood - Old Fort - Oxford - Patterson - Pine Hall - Pinebluff - Pinehurst - Pineville - Pisgah Forest - Plymouth - Raeford - Raleigh - Raleigh/Durham - Ramseur - Randleman - Red Springs - Regal - Reidsville - Richlands - Riegal Wood - Riegelwood - Roanoke Rapids - Roaring Rapids - Roaring River - Robbins - Robbinsville - Rockingham - Rocky Mount | - Rocky Mountains - Rocky Point - Rose Hill - Roxboro - Rural Hall - Rutherfordton - Salisbury - Sandy Creek - Sanford - Scotland Neck - Selma - Severn - Sevier - Shelby - Siler City - Silver City - Skyland - Smithfield - Sophia - Southern Pines - Southport - Spindale - Spring Hope - Spruce Pine - St Pauls - Stanley - Statesville - Stoneville - Sunny Point - Sylva - Swannanoa - Swepsonville - Tarboro - Taylorsville - Thomasville - Tobaccoville - Troutman - Troy - Turkey - Valdese - Vale - Wagram - Wallace - Warrenton - Warsaw - Washington - Waynesville - Weaverville - Weldon - Wendell - West End - West Jefferson - Westfield - Whiteville - Wilkesboro - Williamsboro - Williamston - Wilmington - Wilson - Winnsboro - Winston-Salem - Yadkinville - Yahala - Zebulon |